# Loi d'usure de Preston-Archard
En physique, la loi d'usure de Preston-Archard, ou plus simplement loi d'Archard, ou encore équation d'Archard, nommée d'après l'ingénieur britannique John F. Archard, est une loi empirique reposant sur la théorie du contact des aspérités décrivant les pertes de volume d'une pièce dues à l'usure de celle-ci lors d'un glissement contre une autre pièce.
La loi d'Archard a été développée bien plus tard que l'hypothèse de Reye (également connue sous le nom de loi de Reye ou encore d'hypothèse de dissipation d'énergie), bien que toutes deux aboutissent aux mêmes conclusions physiques, à savoir que le volume des débris enlevés en raison de l'usure est proportionnel au travail effectué par les forces de frottement,.
Le modèle de Theodor Reye, est devenu populaire en Europe et est toujours enseigné dans les cours universitaires de mécanique appliquée. Cependant les travaux ultérieurs de Ragnar Holm, et John Frederick Archard sont généralement cités dans la littérature scientifique anglaise et américaine.
En 1960, Mikhail Mikhailovich Khrushchov et Mikhail Alekseevich Babichev ont également publié un modèle similaire. Dans la littérature moderne, la relation est donc également connue sous le nom de loi d'usure de Reye-Archard-Khrushchov.

## Enoncé
Considérons le mouvement relatif entre deux pièces {\displaystyle A} et {\displaystyle B} sous une force normale {\displaystyle P} avec une vitesse de déplacement {\displaystyle \Delta v}, supposée uniforme sur toute la surface de contact.
La loi d'usure de Preston-Archard établi une relation de proportionnalité entre le volume d'usure {\displaystyle V} de la pièce {\displaystyle A} et la force normale {\displaystyle P} et la longueur de glissement {\displaystyle L} de la pièce {\displaystyle B} sur {\displaystyle A}. Ce volume est donné par l'expression suivante :
- {\displaystyle V=K.{\frac {PL}{H}}}

Avec :
- {\displaystyle H} la dureté du matériau en {\displaystyle N.m^{-2}}
- {\displaystyle K} un coefficient adimensionnel, qui dépend des conditions expérimentales, des matériaux utilisés et de la géométrie du problème[1].

### Autres formulations possibles
D'autres formulations de cette loi existent telles que :
- {\displaystyle V=b.{\frac {P.S}{\sigma }}}

avec {\displaystyle \sigma } la contrainte d'écoulement du matériau le plus mou et {\displaystyle S} la surface de contact.
- {\displaystyle {\frac {dh}{dt}}=c.P.\Delta v}

avec  {\displaystyle h} la profondeur de la piste d'usure.
Avec les coefficients {\displaystyle b} et {\displaystyle c} des coefficients de calage.
- {\displaystyle V=kPL}[9]

{\displaystyle k} est appelée vitesse d'usure et est homogène à l'inverse d'une contrainte. La vitesse d'usure est usuellement exprimée en  {\displaystyle mm^{3}.N^{-1}.m^{-1}}.

### Démonstration
Pour démontrer cette loi on commence par s'intéresser à une unique aspérité.
On note {\displaystyle \delta P} la charge localement supportée par l'aspérité. Si l'on suppose l'aspérité de section circulaire de rayon {\displaystyle a} alors :
{\displaystyle \delta P=p\pi a^{2}}
avec {\displaystyle p} la pression d'élasticité de l'aspérité, supposée proche de sa dureté {\displaystyle H}.
Si on suppose que le volume {\displaystyle \delta Q} de matière enlevée correspond à un hémisphère de l'aspérité alors :
{\displaystyle \delta Q={\frac {2}{3}}\pi a^{3}}
ce débris est formé par un matériau s'étant déplacé d'une distance {\displaystyle 2a}.
Ainsi on obtient que le volume {\displaystyle \delta V_{u}} de matière enlevé par unité de distance s'écrit :
{\displaystyle \delta V_{u}={\frac {\delta Q}{2a}}={\frac {\pi a^{2}}{3}}\equiv {\frac {\delta P}{3p}}\approx {\frac {\delta P}{3H}}}, en considérant l'approximation : {\displaystyle p\approx H}
Cependant, toutes les aspérités ne subissent pas exactement le même enlèvement de matière. Ainsi le volume total de matière enlevée par unité de distance {\displaystyle V_{u}}, sera inférieur à {\displaystyle {\frac {P}{3H}}}. Pour tenir compte de cela Archard introduit un coefficient de proportionnalité adimensionnel {\displaystyle K}. Par soucis de simplicité, on intègre le facteur {\displaystyle {\frac {1}{3}}} dans la constante {\displaystyle K}.
Ainsi en supposant les paramètres indépendants de la distance parcourue on obtient l'équation d'usure de Preston-Archard donnant le volume de débris {\displaystyle V} pour une distance {\displaystyle L} donnée :
{\displaystyle V=K.{\frac {PL}{H}}}

## Limites du modèle
Du fait des hypothèses posées, ce modèle théorique est difficilement applicable dans la réalité des contacts. Ainsi Meng et Ludema ont recensé plus d'une centaine de lois d'usure adaptées de la loi de Preston-Archard qui correspondent à différents contextes d'application.